# 필리핀의 경제

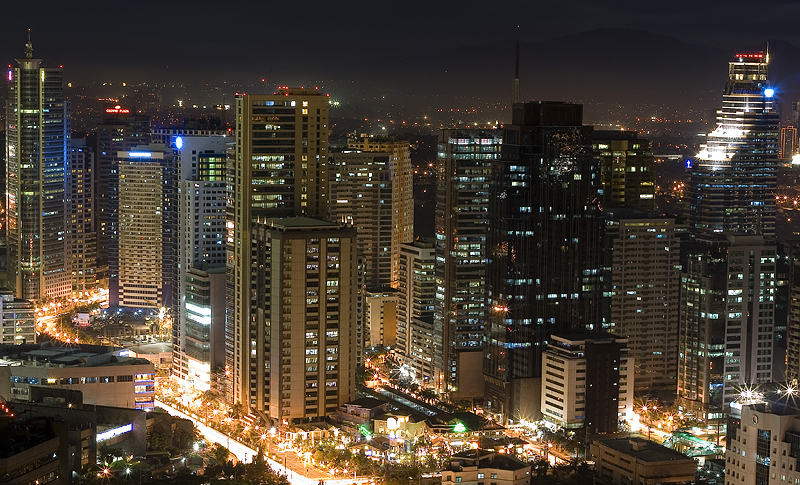
마닐라 대도시의 장관.

필리핀의 경제는 신흥 시장이며 아시아 태평양 지역에서 새롭게 산업화된 국가로 간주됩니다. 2025년 필리핀 경제는 ₱ 28조 5,000억 달러(4,975억 달러)로 추정되며, 국제통화기금에 따르면 명목 GDP 기준 세계 32위, 아시아 9위 규모입니다.
필리핀 경제는 서비스 중심의 경제로, 제조업과 농업 부문의 기여도가 상대적으로 낮다. 과거에는 아시아에서 가장 높은 GDP 성장률을 기록하며 상당한 경제 성장과 변화를 경험했다. 2010년 이후 연평균 약 6%의 성장률을 기록하며 세계에서 가장 빠르게 성장하는 경제 중 하나로 부상했습니다. 필리핀은 유엔, 동남아시아 국가연합, 아시아태평양경제협력체, 동아시아 정상회의, 세계무역기구의 창립 회원국입니다. 아시아개발은행(ADB)은 마닐라 메트로 만달루용 시에 위치한 오르티가스 센터에 본부를 두고 있다.
필리핀의 주요 수출품으로는 반도체 및 전자 제품, 운송 장비, 의류, 화학 제품, 구리, 니켈, 아바카, 코코넛 오일, 과일 등이 있다. 주요 무역 파트너로는 일본, 중국, 미국, 싱가포르, 한국, 네덜란드, 홍콩, 독일, 대만, 태국이 있다.
2017년 필리핀 경제는 2050년까지 아시아에서 9번째, 세계에서 19번째로 큰 경제 규모가 될 것으로 예상된다. 2035년까지 필리핀 경제는 세계에서 22번째로 큰 경제 규모가 될 것으로 예상됩니다.
필리핀은 인도네시아, 말레이시아, 타이와 더불어 아시아의 다섯 마리 호랑이 가운데 하나에 속한다. 그러나 필리핀의 다양한 지역과 사회경제적 계층 간의 광범위한 소득 및 성장 격차를 완화하고 부패를 줄이며 미래 성장을 보장하는 데 필요한 인프라에 투자하는 것과 관련된 주요 문제가 여전히 남아 있다.
2024년, 세계경제포럼(WEF) 의장 뵈르게 브렌데는 "이 나라가 2조 달러 규모의 경제 대국이 될 진정한 기회가 있다"고 말했다.

## GDP 경향
IMF의 데이터를 이용한 필리핀의 GDP 경향은 다음과 같다.
| 연도 | GDP 성장률 (%) (고정 가격, 2000년 기준) | GDP 10억 PHP 기준 (현재 가격) | GDP 10억 미국 달러 기준 (현재 가격) | 1인당 GDP 미국 달러 기준 (현재 가격) | GDP 10억 미국 달러 기준 (PPP) | 1인당 GDP 미국 달러 기준 (PPP) | 페소 대 달러 환율 |
| ---- | --------------------------------------- | ----------------------------- | ----------------------------------- | ------------------------------------ | ----------------------------- | ------------------------------ | ----------------- |
| 1980 | 5.15                                    | 270.1                         | 35.9                                | 744                                  | 64.4                          | 1334                           | 7.51              |
| 1981 | 3.42                                    | 312.0                         | 39.5                                | 797                                  | 72.9                          | 1471                           | 7.90              |
| 1982 | 3.62                                    | 351.4                         | 41.1                                | 810                                  | 80.1                          | 1578                           | 8.54              |
| 1983 | 1.88                                    | 408.9                         | 36.8                                | 707                                  | 84.9                          | 1630                           | 11.11             |
| 1984 | -7.32                                   | 581.1                         | 34.8                                | 652                                  | 81.6                          | 1530                           | 16.70             |
| 1985 | -7.31                                   | 633.6                         | 34.1                                | 623                                  | 77.9                          | 1426                           | 18.61             |
| 1986 | 3.42                                    | 674.6                         | 33.1                                | 591                                  | 82.4                          | 1471                           | 20.39             |
| 1987 | 4.31                                    | 756.5                         | 36.8                                | 641                                  | 88.4                          | 1540                           | 20.57             |
| 1988 | 6.75                                    | 885.5                         | 42.0                                | 715                                  | 97.6                          | 1663                           | 21.09             |
| 1989 | 6.21                                    | 1025.3                        | 47.3                                | 786                                  | 107.6                         | 1791                           | 21.70             |
| 1990 | 3.04                                    | 1190.5                        | 48.9                                | 796                                  | 115.2                         | 1873                           | 24.33             |
| 1991 | -0.58                                   | 1379.9                        | 50.2                                | 797                                  | 118.6                         | 1882                           | 27.48             |
| 1992 | 0.34                                    | 1497.5                        | 58.7                                | 912                                  | 121.8                         | 1891                           | 25.51             |
| 1993 | 2.12                                    | 1633.6                        | 60.2                                | 914                                  | 127.1                         | 1929                           | 27.12             |
| 1994 | 4.39                                    | 1875.7                        | 71.0                                | 1052                                 | 135.5                         | 2007                           | 26.42             |
| 1995 | 4.68                                    | 2111.7                        | 83.7                                | 1224                                 | 144.8                         | 2118                           | 25.24             |
| 1996 | 5.85                                    | 2406.4                        | 93.5                                | 1336                                 | 156.1                         | 2232                           | 24.74             |
| 1997 | 5.19                                    | 2688.7                        | 92.8                                | 1297                                 | 167.1                         | 2336                           | 28.98             |
| 1998 | -0.58                                   | 2952.8                        | 73.8                                | 1009                                 | 168.1                         | 2297                           | 40.02             |
| 1999 | 3.08                                    | 3244.2                        | 83.0                                | 1110                                 | 175.8                         | 2352                           | 39.09             |
| 2000 | 4.41                                    | 3580.7                        | 81.0                                | 1053                                 | 187.5                         | 2437                           | 44.19             |
| 2001 | 2.89                                    | 3888.8                        | 76.3                                | 971                                  | 197.3                         | 2511                           | 50.99             |
| 2002 | 3.65                                    | 4198.3                        | 81.4                                | 1014                                 | 207.8                         | 2591                           | 51.60             |
| 2003 | 4.97                                    | 4548.1                        | 83.9                                | 1025                                 | 222.7                         | 2720                           | 54.20             |
| 2004 | 6.70                                    | 5120.4                        | 91.4                                | 1093                                 | 242.7                         | 2905                           | 56.04             |
| 2005 | 4.78                                    | 5677.8                        | 103.1                               | 1209                                 | 261.0                         | 3061                           | 55.09             |
| 2006 | 5.24                                    | 6271.2                        | 122.2                               | 1405                                 | 283.5                         | 3260                           | 51.31             |
| 2007 | 6.62                                    | 6892.7                        | 149.4                               | 1684                                 | 311.1                         | 3507                           | 46.15             |
| 2008 | 4.15                                    | 7720.9                        | 173.6                               | 1919                                 | 331.2                         | 3661                           | 44.47             |
| 2009 | 1.15                                    | 8026.1                        | 168.5                               | 1827                                 | 338.5                         | 3670                           | 47.64             |
| 2010 | 7.63                                    | 9003.5                        | 199.6                               | 2123                                 | 368.5                         | 3920                           | 45.11             |
| 2011 | 3.72                                    | 9734.8                        | 224.75                              | 2345                                 | 391.1                         | 4080                           | 43.31             |
| 2012 | 6.59                                    | 10568.4                       | 257.51                              | 2701                                 | 419.8                         | 4295                           | 41.04             |

### GDP 성장률
GDP 성장률은 다음과 같다:
| 연도         | 1970 | 1971 | 1972 | 1973 | 1974 | 1975 | 1976 | 1977 | 1978 | 1979 |
| ------------ | ---- | ---- | ---- | ---- | ---- | ---- | ---- | ---- | ---- | ---- |
| GDP 성장률 % | 4.6  | 4.9  | 4.8  | 9.2  | 5    | 6.4  | 8    | 5.6  | 5.2  | 5.6  |

| 연도         | 1980  | 1981  | 1982  | 1983  | 1984   | 1985   | 1986  | 1987  | 1988  | 1989  |
| ------------ | ----- | ----- | ----- | ----- | ------ | ------ | ----- | ----- | ----- | ----- |
| GDP 성장률 % | 5.149 | 3.423 | 3.619 | 1.875 | -7.324 | -7.307 | 3.417 | 4.312 | 6.753 | 6.205 |

| 연도         | 1990  | 1991   | 1992  | 1993  | 1994  | 1995  | 1996  | 1997  | 1998   | 1999  |
| ------------ | ----- | ------ | ----- | ----- | ----- | ----- | ----- | ----- | ------ | ----- |
| GDP 성장률 % | 3.037 | -0.578 | 0.338 | 2.116 | 4.388 | 4.679 | 5.846 | 5.185 | -0.577 | 3.082 |

| 연도         | 2000  | 2001  | 2002  | 2003  | 2004  | 2005  | 2006  | 2007  | 2008  | 2009  | 2010  | 2011  | 2012 |
| ------------ | ----- | ----- | ----- | ----- | ----- | ----- | ----- | ----- | ----- | ----- | ----- | ----- | ---- |
| GDP 성장률 % | 4.411 | 2.894 | 3.646 | 4.970 | 6.698 | 4.778 | 5.243 | 7.117 | 4.153 | 1.148 | 7.632 | 3.718 | 6.6  |

## 산업구조
신생 산업화 국가인 필리핀은 여전히 대규모 농업 부문을 보유한 경제 국가이지만 최근 서비스 산업이 확대되고 있다. 산업 부문의 대부분은 전자 및 기타 첨단 부품 제조의 가공 및 조립 작업에 기반하고 있으며, 일반적으로 외국 다국적 기업에서 생산됩니다.
해외로 일하러 나가는 필리핀인들(해외 필리핀 노동자 또는 OFW)은 경제에 중요한 기여를 하지만, 국내 경제에 대한 아래 부문별 논의에는 반영되지 않습니다. OFW 송금은 최근 필리핀의 경제 성장으로 인해 피치 그룹과 스탠더드 앤드 푸어스와 같은 신용 평가 기관의 투자 상태가 상향 조정된 것으로도 알려져 있다. 1994년 해외 필리핀인들이 필리핀에 보낸 20억 달러 이상의 송금에서 2024년에는 383억 4천만 달러로 크게 증가했으며, 이는 필리핀 GDP의 8.3%를 차지했다.

### 농업
2022년 기준으로 농업은 필리핀 전체 노동력의 24%를 고용하고 있으며, 이는 전체 GDP의 8.9%를 차지합니다. 활동 유형은 소규모 생계형 농업 및 어업부터 수출에 중점을 둔 대규모 상업 벤처까지 다양합니다.
필리핀은 세계에서 세 번째로 큰 코코넛 생산국이자 세계 최대 코코넛 제품 수출국입니다. 코코넛 생산은 일반적으로 중간 규모의 농장에 집중되어 있다. 필리핀은 또한 세계에서 세 번째로 큰 파인애플 생산국으로 2021년에 2,862,000톤(길이 2,817,000톤, 길이 3,155,000톤)을 생산했다.
필리핀의 쌀 생산은 필리핀의 식량 공급과 경제에 중요합니다. 필리핀은 2019년 기준으로 세계에서 8번째로 쌀 생산국으로, 전 세계 쌀 생산량의 2.5%를 차지합니다. 쌀은 대부분의 국가에서 가장 중요한 식량 작물이며, 중부 루손, 서부 비사야스, 카가얀 밸리, 소크사르겐, 일로코스 지역에서 광범위하게 생산됩니다.
필리핀은 세계에서 가장 큰 설탕 생산국 중 하나입니다. 필리핀의 8개 지역에 위치한 최소 17개 주에서 사탕수수 작물을 재배했으며, 그 중 네그로스 섬 지역이 전체 생산량의 절반을 차지합니다. 2012-2013년 작물 연도 기준으로 29개의 공장이 운영되고 있다: 네그로스에 13개의 공장, 루손에 6개의 공장, 파나이에 4개의 공장, 동부 비사야에 3개의 공장, 민다나오에 3개의 공장입니다. 36만 헥타르에서 39만 헥타르(89만에서 96만 에이커)에 이르는 다양한 지역이 사탕수수 생산에 전념하고 있습니다. 가장 큰 사탕수수 지역은 네그로스 섬 지역으로, 사탕수수 재배 면적의 51%를 차지합니다. 그 뒤를 이어 민다나오가 20%, 루손이 17%, 파나이가 7%, 동부 비사야가 4%를 차지합니다.
국민 생활의 기반이라고 둘 수 있는 농업에서 문제가 되는 것은 낮은 생산성이다. 낮은 생산성의 원인 중 하나는 지주와 소작인의 관계에 있다. 수많은 소작인들이 소작으로 생산한 곡물의 반을 지주에게 바쳐야 하는 착취를 당하고 있으며, 특히 곡창지대인 중부 루손에서 소작인들의 수가 압도적인데 이들의 빈곤은 사회 불안의 큰 요인이 되고 있다.

### 자동차 및 항공우주
메르세데스-벤츠, BMW, 볼보 자동차에 사용되는 ABS는 필리핀에서 생산됩니다. 필리핀의 자동차 판매량은 전년도 429,807대에서 2024년 467,252대로 증가했다. 도요타는 필리핀에서 가장 많은 차량을 판매하고 있으며 미쓰비시, 포드, 닛산, 스즈키가 그 뒤를 잇고 있습니다. 혼다와 스즈키는 필리핀에서 오토바이를 생산합니다. 2010년대 이후 체리와 포톤 자동차를 비롯한 여러 중국 자동차 브랜드가 필리핀 시장에 진출했다.
필리핀의 항공우주 제품은 주로 수출 시장을 위한 제품으로, 보잉과 에어버스가 제작한 항공기용 부품을 포함합니다. Moog는 바기오에 본사를 둔 최대 항공우주 제조업체로, 제조 시설에서 항공기 액추에이터를 생산합니다. 2019년 필리핀 항공우주 제품의 총 수출액은 7억 8천만 달러에 달했습니다.

### 전자산업
바기오에 있는 텍사스 인스트루먼트 공장은 20년 동안 운영되어 왔으며 세계에서 가장 큰 DSP 칩 생산업체입니다. 텍사스 인스트루먼트의 바기오 공장은 노키아 휴대폰에 사용되는 모든 칩과 에릭슨 휴대폰에 사용되는 칩의 80%를 전 세계에서 생산합니다. 도시바 하드 디스크 드라이브는 라구나의 산타 로사에서 제조됩니다. 프린터 제조업체인 렉스마크는 세부 시에 공장을 두고 있습니다. 전자 및 기타 경공업은 라구나, 카비테, 바탕가스 및 기타 칼라바르존 주에 집중되어 있으며 필리핀 남부 수출의 대부분을 차지합니다.
필리핀 전자 산업은 필리핀 최대 외국 및 필리핀 전자 기업 단체인 SEIPI에 따르면 (73%) 반도체 제조 서비스(SMS)와 (27%) 전자 제조 서비스(EMS)로 분류됩니다. 전자 제품은 총 456억 6천만 달러의 수익을 올리며 필리핀의 최고 수출품이었으며, 2022년 전체 상품 수출의 57.8%를 차지했다.

### 광업
필리핀은 광물 및 지열 에너지 자원이 풍부합니다. 2019년에는 지열원(전체 전력 생산량의 7.55%)으로부터 1,928메가와트(2,585,000마력)의 전기를 생산했다. 1989년 팔라완 섬 인근의 말람파야(Malampaya) 유전에서 천연가스을 발견한 것이 세 개의 가스 발전소에서 전기를 생산하는 데 사용되고 있다. 필리핀의 금, 니켈, 구리, 팔라듐, 크로마이트 매장량은 세계에서 가장 큰 매장량 중 하나입니다. 다른 중요한 광물로는 은, 석탄, 석고, 유황이 있다. 점토, 석회석, 대리석, 실리카, 인산염이 상당량 매장되어 있다.
전체 광업 생산량의 약 60%는 비금속 광물로, 1993년부터 1998년까지 산업의 꾸준한 생산량 증가에 크게 기여했으며 생산량은 58% 증가했다. 필리핀의 광물 수출액은 2020년 42억 2천만 달러에 달했다. 낮은 금속 가격, 높은 생산 비용, 인프라에 대한 투자 부족, 새로운 광업법에 대한 도전은 광업의 전반적인 쇠퇴에 기여했다.
광업은 2004년 말 대법원이 필리핀 광산 회사의 외국인 소유를 허용하는 중요한 법률의 합헌성을 인정하면서 반등했다. 2019년에는 필리핀이 세계에서 두 번째로 큰 니켈 생산국이자 세계에서 네 번째로 큰 코발트 생산국이었다. 필리핀 통계청에 따르면, 클래스 A에 평가된 네 가지 주요 금속 광물, 즉 구리, 크로마이트, 금, 니켈의 총 화폐 가치는 2022년에 90억 1천만 달러로 평가되었다. 클래스 A 광물 자원은 상업적으로 회수 가능하여 매년 경제에 기여할 수 있다.

### 오프쇼어링 및 아웃소싱
비즈니스 프로세스 아웃소싱(BPO)과 콜센터 산업은 필리핀의 경제 성장에 기여하여 피치(Fitch)와 S&P와 같은 신용 평가 기관의 투자 현황을 업그레이드합니다. 2008년 필리핀은 비즈니스 프로세스 아웃소싱(BPO) 분야에서 인도를 제치고 세계 1위로 올라섰다. 이 산업은 10만 개의 일자리를 창출했으며, 2005년 총 매출은 9억 6천만 달러에 달했다. 2011년에는 BPO 부문 고용이 70만 명 이상으로 급증하여 중산층 증가에 기여하고 있으며, 2022년에는 약 130만 명의 직원으로 증가했다. BPO 시설은 필리핀 전역의 경제 구역에 있는 IT 파크와 센터에 집중되어 있다: 메트로 마닐라, 메트로 세부, 메트로 클락, 바콜로드, 다바오 시티, 일로일로 시티; BPO 산업이 크게 존재하는 다른 지역으로는 바기오, 카가얀 데 오로, 다스마리냐스, 두마게테, 리파, 나가, 산타 로사, 라구나 등이 있습니다. 미국 상위 10개 BPO 기업의 대부분은 필리핀에서 운영되고 있다.
콜센터는 필리핀에서 이메일 응답 및 관리 서비스의 단순한 제공자로 시작되었으며 주요 고용원입니다. 콜센터 서비스에는 여행 서비스, 기술 지원, 교육, 고객 관리, 금융 서비스, 온라인 비즈니스에서 고객 지원, 온라인 기업 간 지원에 이르기까지 다양한 고객 관계가 포함됩니다. 필리핀은 저렴한 운영 및 인건비, 상당수 국민의 높은 영어 구사 능력, 고학력 인력 풀 등 아웃소싱 혜택이 많아 선택의 여지가 있는 곳으로 꼽힙니다.
필리핀 정부는 BPO 산업의 성장을 촉진하고 있다. 필리핀 개발 계획은 이 산업을 잠재력이 높고 우선순위가 높은 10대 개발 분야 중 하나로 강조하고 있다. 정부는 세금 휴일, 세금 면제, 수출입 절차 간소화 등 인센티브 프로그램을 제공합니다. 또한 BPO 신청자를 위한 교육도 제공합니다.

### 재생에너지 자원
필리핀은 태양 에너지 분야에서 상당한 잠재력을 가지고 있지만, 2021년 현재 국내에서 생산되는 전력의 대부분은 화석 연료 자원, 특히 석탄을 기반으로 하고 있다. 필리핀은 2019년에 7,399메가와트(9,922,000마력)의 재생 에너지를 생산했다.
2022년 11월 15일, 재생 에너지 부문은 이전 40% 한도에서 100% 외국인 소유로 운영할 수 있는 권한을 부여받았다. 이러한 변화로 인해 재생 에너지(RE) 산업에 외국 자본을 투입할 수 있게 되었다. 에너지부는 2030년까지 35%, 2040년까지 현재 22%에서 50%로 증가하는 것을 목표로 국내 발전 믹스에서 재생 에너지 비중을 늘리는 것을 목표로 하고 있다. 덴마크 기업 코펜하겐 인프라 파트너스(CIP)는 잠재 용량 2,000메가와트(270,000마력) 규모의 해상 풍력 에너지 프로젝트 3개를 개발하기 위해 50억 달러를 투자하고 있으며, 이 프로젝트는 카마린 노르테 및 카마린 수르(1000MW), 노던 사마르(650MW), 팡가시난 및 라 유니온(350MW)에 위치할 예정입니다. 2022년 에너지 믹스에서 RE의 비중은 22.8%였다.

### 조선산업
필리핀은 2021년 수빅, 세부, 바탄, 나보타스, 바탄가스에 118개의 조선소가 등록되어 있는 글로벌 조선 산업에서 중요한 역할을 하는 국가입니다. 2022년 기준 총톤수 기준으로 7번째로 큰 조선 국가입니다. 수빅산 화물선은 해운사가 본사를 둔 국가로 수출됩니다. 한국의 한진중공업은 2007년 독일과 그리스 해운사가 발주한 20척의 선박 중 수빅에서 생산을 시작했다. 필리핀 조선소에는 벌크선, 컨테이너선, 대형 여객선이 건조되어 있다. 제너럴 산토스의 조선소는 주로 선박 수리 및 유지보수를 담당합니다.
바다로 둘러싸인 이 나라는 생산, 건설 및 수리 현장으로 개발하기에 이상적인 풍부한 천연 심해 항구를 보유하고 있다. 선박 수리 부문에서는 메트로 마닐라의 나보타스 단지에 96척의 선박이 수리를 위해 수용될 것으로 예상됩니다. 조선업은 필리핀 해양 유산의 일부로, 60만 명 이상의 직원을 고용하고 있으며 매출의 거의 15%를 해양 산업에 기여하고 있다.

### 관광업
관광은 필리핀 경제에 중요한 부문입니다. 여행 및 관광 산업은 2023년 필리핀 GDP의 8.6%를 차지했으며, 이는 코로나19 봉쇄 이전인 2019년에 기록된 12.7%보다 낮은 수치입니다. 해변과 다이빙 활동을 포함한 해안 관광은 필리핀 관광 수입의 25%를 차지하며 필리핀의 주요 수입원 역할을 합니다. 관광객들 사이에서 인기 있는 여행지로는 보라카이, 팔라완, 세부, 시아르가오 등이 있습니다. 필리핀은 관광 산업에 영향을 미친 정치적, 사회적 도전에 직면해 있지만, 이러한 문제를 해결하기 위한 조치도 취하고 있습니다. 지난 몇 년 동안 정치적 안정성을 개선하고, 보안 조치를 강화하며, 사회적 포용성을 증진하기 위한 노력이 있었으며, 이는 보라카이 재활과 같은 관광에 더 유리한 환경을 조성하는 데 기여했다.
2023년 기준으로 621만 명의 필리핀인이 관광 산업에 종사하고 있으며, 2024년 기준으로 필리핀은 주로 한국, 미국, 일본에서 온 외국인 관광객으로부터 7605억 ₱(131억 달러)의 수익을 창출했다. 필리핀은 2015년 '더 재미있는 필리핀'이라는 관광 캠페인을 통해 총 5,360,682명의 외국인 관광객을 유치했다. 2019년에는 외국인 입국자 수가 8,260,913명으로 정점을 찍었다.
이 나라는 또한 자연의 신 7대 불가사의 중 하나인 푸에르토 프린세사 지하강 국립공원과 신 7대 불가사의 도시 중 하나인 비간의 유산 도시가 있는 곳이기도 합니다. 또한 9곳에 흩어져 있는 6개의 유네스코 세계유산, 3개의 유네스코 생물권 보호구역, 3개의 유네스코 무형문화유산, 4개의 유네스코 세계 기록유산, 3개의 유네스코 세계기록유산, 3개의 유네스코 창의도시, 2개의 유네스코 세계유산 도시, 7개의 람사르 습지, 8개의 아세안 유산 공원이 있는 곳이기도 합니다.

## 같이 보기
- 죽강
- 신흥 시장
- 신흥공업국
- 아시아의 다섯 마리 호랑이